# Just Cruisin'
Just Cruisin è un singolo del rapper statunitense Will Smith, pubblicato il 1º dicembre 1997 come secondo estratto dal primo album in studio Big Willie Style.

## Descrizione
Come per il precedente Men in Black, anche Just Cruisin'  fa parte della colonna sonora del film Men in Black.

## Tracce
1. Just Cruisin' – 4:00
2. Just Cruisin' (Trackmasters Remix) – 4:11
3. Men In Black – 3:41
4. Just Cruisin' (Instrumental) – 3:59

## Classifiche
| Chart (1997)      | Peak position |
| ----------------- | ------------- |
| Svizzera          | 32            |
| Austria           | 37            |
| Francia           | 24            |
| Olanda            | 45            |
| Belgio            | 32            |
| Svezia            | 7             |
| Norvegia          | 13            |
| UK                | 23            |
| Canada            | 83            |
| Billboard Hot 100 | 56            |